# 宮本優香
宮本 優香（みやもと ゆうか、1976年9月5日- ）は、東京都渋谷区出身のフリーアナウンサー。

## 人物
東京都立富士高等学校、フェリス女学院大学文学部日本文学科卒業。父はNHK出身のフリーアナウンサー・宮本隆治。
2000年4月から3年間宮崎放送でアナウンサーとして活動した後、一時はクリエイティブ・メディア・エージェンシーに所属。TBS系CS放送局｢TBSニュースバード｣のキャスターを2003年4月から4年間務めた。2009年9月より韓国の俳優・ペ・ヨンジュンの所属するデジタルアドベンチャーの映像部門でスカパー!の韓流チャンネル「DATV」の局アナとして採用された。
2011年に日本テレビ『踊る!さんま御殿!!』に父・隆治が出演した際に、優香が2011年2月に結婚したことを発表した。娘が1人いる。

## 現在の担当番組
- DATV korea enta! news（MC。DATV（スカパー! ch750）、2009年10月 - ）

## 過去の担当番組

### 宮崎放送時代
テレビ
- MRTニュースワイド
- みやざき私たち…ほか

ラジオ
- お父様の夕焼け倶楽部
- MRT夕やけスタジオ
- ゆうなつなんでもん（同期だった丁野奈都子と共演していた）
- OTODAMA歌の夢時間
- うたばんラジオ「歌う門には福来たる」…ほか

### フリー転向後
- TBSニュースバード （TBSテレビ、キャスター、2003年4月 - 2007年3月）
- TBSニュース （TBSラジオ、キャスター）
- K-POP ヴィンテージ（木曜日担当。KNTV（スカパー! ch331）、2007年4月以降? - 2008年8月）
- 青春グラフティー倶楽部 （チバテレビ、2007年4月 - 2009年10月）
  - 2009年6月をもって新作の制作が終了。7月以降の4か月間は「青春グラフティー倶楽部アゲイン」として再放送されていた。
- BRIDAL STORY（FMヨコハマ、2009年10月 - 2010年12月）

## 参考資料
- 『NHKウイークリーステラ』2000年11月3日号・2001年12月7日号
- 三才ブックス『ラジオ番組表』2000年秋号 - 2002年秋号・2009年秋号 - 2011年春号